# Robert von Greim
Robert Ritter von Greim (Bayreuth, 22 juni 1892 – Salzburg, 24 mei 1945) was een Duits piloot en generaal-veldmaarschalk tijdens de Tweede Wereldoorlog, en de laatste opperbevelhebber van de Luftwaffe.

## Biografie
Greim diende tijdens de Eerste Wereldoorlog oorspronkelijk bij de artillerie vooraleer hij in 1915 overstapte naar de Luftstreitkräfte, de Duitse luchtmacht tijdens de Eerste Wereldoorlog. Hij vloog onder meer in het eskadron van Manfred von Richthofen. Tegen het einde van de oorlog had hij 28 succesvolle missies op zijn palmares staan, waarvoor hij beloond werd met de Pour le Mérite-onderscheiding en een riddertitel.
Na het einde van de Eerste Wereldoorlog stelde hij zich kandidaat om opnieuw lid te worden van het fors gereduceerde Duitse leger, zonder succes. Hierop behaalde hij een diploma in de rechten. Toen Chiang Kai-shek hem in 1924 echter voorstelde de Chinese luchtmacht uit te bouwen, aanvaardde hij die opdracht. In China stichtte hij onder meer een vliegeniersschool. Teleurgesteld over de vliegkunsten van zijn Chinese leerlingen, keerde hij al na drie jaar terug naar Duitsland.
In 1933 vroeg Hermann Göring Von Greim te helpen bij de heropbouw van de Duitse luchtmacht. Hij leidde onder meer de onderzoeksafdeling van de Luftwaffe en kreeg het bevel over de Jagdgeschwader 2 Richthofen, een gevechtseskadron uitgerust met de Messerschmitt Bf 109, genoemd naar Manfred von Richthofen.
Tijdens de Tweede Wereldoorlog was Von Greim betrokken bij de Poolse Veldtocht, de Slag om Noorwegen, de Slag om Engeland, Operatie Barbarossa en de Slag om Koersk.
Op 26 april 1945, toen het Rode Leger op het punt stond Berlijn in te nemen, landde Von Greim samen met Hanna Reitsch (die ook zijn minnares was) in de Berlijnse binnenstad. In de bunker van Adolf Hitler, onder de Rijkskanselarij, werd hij door Hitler als allerlaatste Duitse officier benoemd tot Generalfeldmarschall en opperbevelhebber van de Luftwaffe.
Op 28 april kreeg Von Greim het bevel naar Plön te vliegen en Heinrich Himmler te arresteren. Op 8 mei 1945 werd Von Greim echter gevangengenomen door Amerikaanse troepen. Omdat hij vreesde uitgeleverd te worden aan de Sovjet-Unie, pleegde hij op 24 mei zelfmoord in Salzburg. Zijn laatste woorden waren: "Ik ben het hoofd van de Luftwaffe, maar ik heb geen Luftwaffe."

## Militaire loopbaan
- Fahnenjunker: 1911[5]
- Fähnrich: 7 januari 1912[5]
- Leutnant: 25 oktober 1913[5]
- Oberleutnant: 17 januari 1917[5]
- Hauptmann: 15 februari 1921[5]
- Major: 1 januari 1934[5]
- Oberstleutnant: 1 september 1935[5]
- Oberst: 20 april 1936[5]
- Generalmajor: 1 februari 1938[5]
- Generalleutnant: 1 januari 1940[5]
- General der Flieger: 19 juli 1940[5]
- Generaloberst: 16 februari 1943[5]
- Generalfeldmarschall: 25 april 1945[5]

## Decoraties
- Ridderkruis van het IJzeren Kruis (nr.76) op 24 juni 1940 als General der Flieger en Commandant van het V. Flieger-Korps[6][7][8][5]
- Ridderkruis van het IJzeren Kruis met Eikenloof (nr.216) op 2 april 1943 als Generaloberst en Commandant van de Luftflottenkommando Ost (Luftflotte 6)[6][8][9][5]
- Ridderkruis van het IJzeren Kruis met Eikenloof en Zwaarden (nr.92) op 28 augustus 1944 als Generaloberst en Commandant van de Luftflotte 6[8][10][11][5]
- IJzeren Kruis 1914, 1e Klasse (10 oktober 1915) en 2e Klasse (26 november 1914)[8][12][5]
- Herhalingsgesp bij IJzeren Kruis 1939, 1e en 2e Klasse[8][5]
- Pour le Mérite op 14 oktober 1918[12][13] als Oberleutnant en Führer der Jagdstaffel 34[5]
- Dienstonderscheiding van Leger en Marine voor (12 dienstjaren)[8][5]
- Gouden Ereteken van de NSDAP op 30 januari 1945
- Pilot Badge (Beieren)[5]
- Waarnemers Badge (Beieren)[5]
- Ridderkruis in de Huisorde van Hohenzollern met Zwaarden op 29 april 1918[5]
- Ridderkruis in de Militaire Max Joseph-Orde op 23 oktober 1918[12] als Oberleutnant en Führer der Jagdstaffel 34[5]
- Orde van Militaire Verdienste (Beieren), 4e Klasse met Zwaarden en Kroon in april 1915[5]
- Erekruis voor Frontstrijders in de Wereldoorlog[5]
- Gezamenlijke Piloot-Observatiebadge in Goud met Diamanten op 17 april 1945[8][5]
- Gezamenlijke Piloot-Observatiebadge[8][5]
- Hij werd meerdere malen genoemd in het Wehrmachtsbericht. Dat gebeurde op:
- 20 juni 1940[8][5][14]
- 22 november 1941[8][5][15]
- 19 januari 1942[8][5][16]
- 3 september 1943[8][5][17]
- 9 september 1944[8][5][18]
- 31 oktober 1944[8][5][19]

Werner von Blomberg · Hermann Göring · Walther von Brauchitsch · Albert Kesselring · Wilhelm Keitel · Günther von Kluge · Wilhelm Ritter von Leeb · Fedor von Bock · Wilhelm List · Erwin von Witzleben · Walter von Reichenau · Erhard Milch · Hugo Sperrle · Gerd von Rundstedt · Erwin Rommel · Georg von Küchler · Erich von Manstein · Friedrich Paulus · Ewald von Kleist · Maximilian von Weichs · Ernst Busch · Wolfram von Richthofen · Walter Model · Ferdinand Schörner · Robert von Greim · Eduard von Böhm-Ermolli (titulair)
- Gemeinsame Normdatei: 116830670
- Virtual International Authority File: 13068909
- WorldCat: E39PBJdM7Hjrqhj4vyMHmhFFrq